# Jurema sagrada

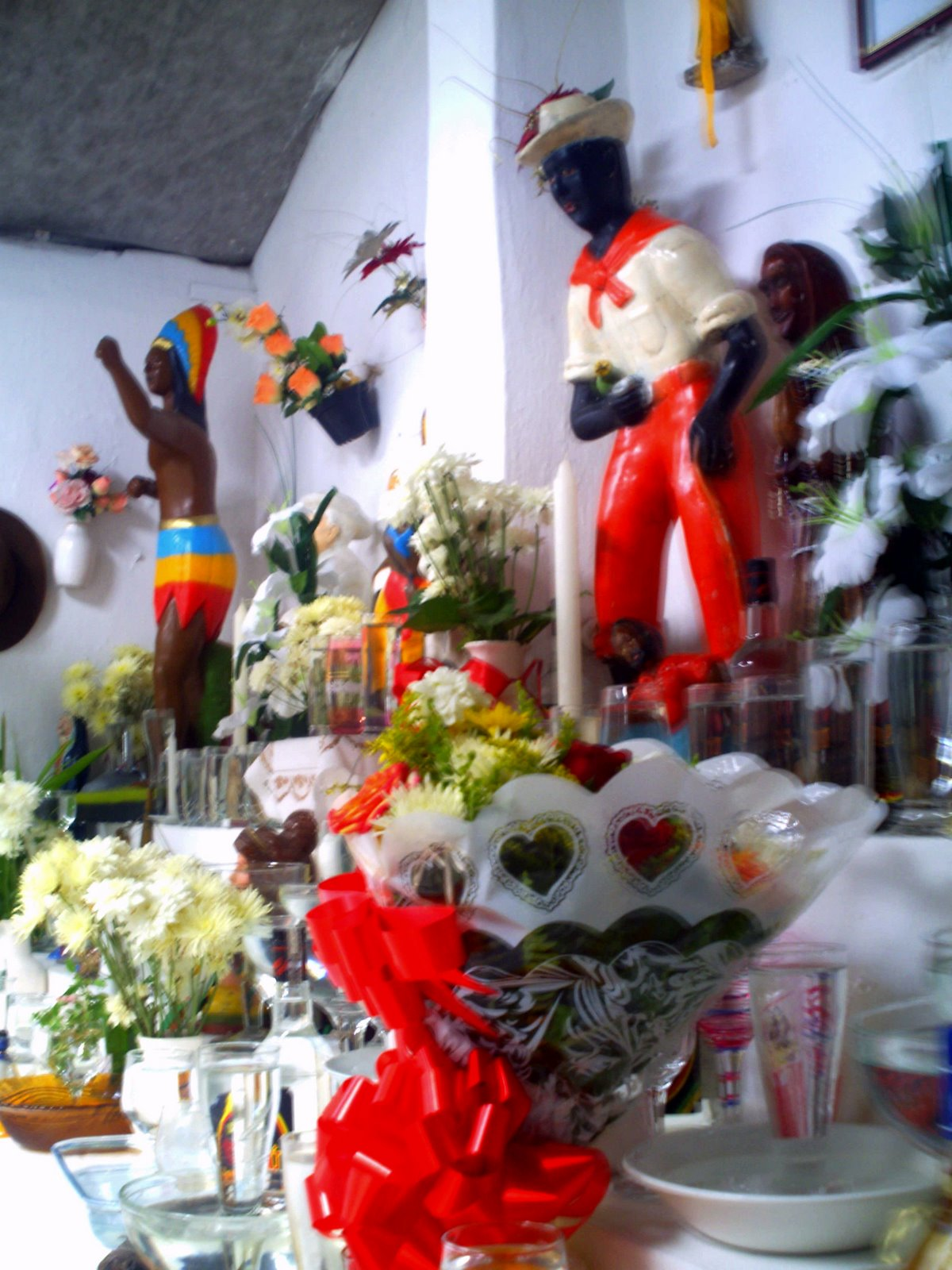
Peji de Jurema Sagrada na cidade de Recife

Jurema sagrada como tradição religiosa é uma tradição nordestina que se iniciou com o uso da jurema pelos indígenas da região norte e nordeste do Brasil, tendo sofrido influências de variadas origens, da feitiçaria europeia à pajelança, xamanismo indígena, passando pelas religiões africanas, pelo catolicismo popular, e até mesmo pelo esoterismo moderno, psicoterapia psicodélica e pelo cristianismo esotérico. No contexto do sincretismo brasileiro afro-ameríndio, a presença ou não da jurema como elemento sagrado do culto vem estabelecer a diferença principal entre as práticas de umbanda e do catimbó. As práticas são um assunto ainda pouco estudado.

## A planta
Apesar de bastante conhecida no Nordeste do Brasil ainda não há um consenso sobre qual a classificação exata da planta popularmente conhecida por Jurema.
A Jurema (Acacia Jurema mart.) é uma das muitas espécies das quais a acacia é o gênero. Várias espécies de Acácia nativas do nordeste brasileiro recebem o nome popular de Jurema.
As Acácias sempre foram consideradas plantas sagradas por diferentes povos e culturas de todo o mundo; Os Egípcios e Hebreus veneravam a "Acacia nilotica" (Sant, Shittim, Senneh), os Hindus a "Acacia suma" (Sami), os Árabes a "Acacia arabica" (Aluazá), os Incas e outros povos indígenas da América do sul veneravam a "Acacia cebil"(vilca, Huillca, Cebil), os nativos do Orinoco a "Acacia niopo" (Iopó) e os índios do nordeste brasileiro tinham na "Acacia jurema" (Jurema, Jerema, Calumbi) a sua árvore sagrada, a sua Acacia, ao redor da qual desenvolveu-se essa tradição hoje conhecida como "Jurema sagrada".

## Culto
O culto da Jurema está para a Paraíba e Pernambuco, assim como o de Irocô está para a Bahia. Esta arvore tipicamente nordestina, era venerada pelos indígenas potiguaras e tabajaras, da Paraíba, muitos séculos antes da chegada dos europeus ao Brasil. Em Pernambuco, existe um município cujo nome é Jurema devido a grande quantidade destas árvores que ali se encontra. A jurema (mimosa hostilis), depois de crescida, é uma frondosa árvore que vive mais de 200 anos. Todas as partes dessa árvore são aproveitadas: a raiz, a casca, as folhas e as sementes, utilizadas em banhos de limpeza, infusões, unguentos, bebidas e para outros fins ritualísticos. Os devotos iniciados nos rituais do culto são chamados de “Juremeiros”. Foi na cidade de Alhandra, município a poucos quilômetros de João Pessoa, que esse culto, na forma do Catimbó alcançou fama. A Jurema já era cultuada na antiguidade por pelo menos dois grandes grupos indígenas, o dos tupis e o dos cariris também chamados de tapuias. Os tupis se dividiam em tabajaras e potiguaras, que eram inimigos entre si. Na época da fundação da Paraíba, os tabajaras formavam um grupo de aproximadamente cinco mil indígenas. Eles ocupavam o litoral e fundaram as aldeias Alhandra e a de Taquara.

## Origens
A jurema sagrada é remanescente da tradição religiosa dos indígenas que habitavam o litoral da Paraíba, Rio Grande do Norte e no Sertão de Pernambuco e dos seus pajés, grandes conhecedores dos mistérios do além, plantas e dos animais.
No ano de 1742 é descrito numa denúncia ao rei de Portugal o ritual da Jurema pelos índios Sucuru e Canindé aldeados na Missão da Boa Vista no Brejo Paraibano:
... uzão dehuma bebida de huma rais que chamão Jurema; que transportando-os do seu Sintido ficão como mortos, equando entrão emSi dabebedeira, Contão as vizoens que o diabo lhes Reprezenta, Senão he que emSpirito os Leva as partes deque dão noticia. (CARTA do capitão-mor da Paraíba, Pedro Monteiro de Macedo ao rei D. João V. 1742, setembro, 22, Lisboa. AHU_ACL_CU_014, Cx. 11, D. 966.)
Depois da chegada dos africanos no Brasil, quando estes fugiam dos engenhos onde estavam escravizados, encontravam abrigo nas aldeias indígenas, e através desse contato, os africanos trocavam o que tinham de conhecimento religioso em comum com os indígenas. Por isso até hoje, os grandes mestres juremeiros conhecidos, são sempre mestiços com sangue indígena e negro. Os africanos contribuíram com o seu conhecimento sobre o culto dos mortos Egum e das divindades da natureza os orixás, voduns e inquices. Os índios, estes contribuíram com o conhecimento de invocações dos espíritos de antigos pajés e dos trabalhos realizados com os encantados das matas e dos rios. Daí a jurema se compor de duas grandes linhas de trabalho: a linha dos mestres de jurema e a linha dos encantados.

## Jurema na literatura
Na literatura o suco da jurema aparece no romance Iracema de José de Alencar, (1829 - 1877), publicado em 1865. É descrito como bebida de cor esverdeada, que deixavam os indígenas em estado de transe, propiciando-lhes sonhos agradáveis. Iracema era filha do pajé, guardiã do suco da jurema. Por isso deveria manter-se virgem, mas sua vida muda com a chegada de Martim, um homem branco, que chegara como convidado à sua casa.
O romance ocorre no interior e litoral nordestino (terra do autor) e explora a rivalidade tribal entre os indígenas tabajaras (da tribo de Iracema) e os pitiguaras (referência aos potiguaras do qual ainda existem remanescentes), que disputavam territórios litoral e adversários dos tabajaras.
O autor apesar de descrever alguns costumes indígenas, ameniza a violência do processo de aculturação descrito além de Iracema nos seus outros romances indianistas "Ubirajara" (1870), e "O Guarani" (1857) e não fornece um relato comparável as descrições etnográficas. Contudo, diante da escassez de fontes sobre os indígenas do nordeste do Brasil, é uma importante referência para reconstituição dos rituais e mitos destruídos pela aculturação juntamente com seu romance regionalista "O Sertanejo" (1875).
Também o romance brasileiro "Macunaíma" escrito por Mário de Andrade ( poeta e romancista modernista) faz referência a essa planta para fins ritualísticos. O personagem principal homônimo ao se caracterizar de mulher para enganar Venceslau Pietro Petra, "virou uma francesa tão linda que se defumou com jurema e alfinetou um raminho de pinhão paraguaio para evitar quebranto."